# Цзяоцюй (Цзямусы)
Цзяоцюй (кит. упр. 郊区, пиньинь Jiāo qū, буквально: «Пригород») — район городского подчинения городского округа Цзямусы провинции Хэйлунцзян (КНР).

## История
Когда в провинции Хэйлунцзян было введено деление на уезды, эти места попали в состав уезда Хуачуань. Когда в 1937 году посёлок Цзямусы получил статус города, то границы Цзямусы были расширены, и в состав города попало свыше десятка окрестных посёлков и деревень. Когда в городе утвердились коммунисты, то вместо названий районам дали номера, и в 1946 году здесь был образован Третий район, который в 1952 году был переименован в Четвёртый. В 1956 году деление города на районы было ликвидировано.
В 1958 году деление города на районы было восстановлено, и в этих местах и был образован Пригородный район. В 1968 году он был ликвидирован, а входившие в его состав деревни перешли в прямое подчинение города, но в 1972 году район был воссоздан. В последующие годы город расширялся, и в состав района входили новые территории, а в 2006 году к нему был присоединён расформированный городской район Юнхун (永红区).

## Административное деление
Район Цзяо делится на 2 уличных комитета, 5 посёлков и 6 волостей.
| №  | Название    | Название (кит.) | Статус          | Население чел. (2010) | На карте                         |
| -- | ----------- | --------------- | --------------- | --------------------- | -------------------------------- |
| 1  | Чанцин      | 长青乡          | волость         | 50890                 | 46°48′28″ с. ш. 130°17′48″ в. д. |
| 2  | Цзяси       | 佳西街道办事处  | уличный комитет | 36606                 | 46°47′55″ с. ш. 130°18′59″ в. д. |
| 3  | Юи          | 友谊街道办事处  | уличный комитет | 26962                 | 46°47′55″ с. ш. 130°18′59″ в. д. |
| 4  | Ляньцзянкоу | 莲江口镇        | поселок         | 26324                 | 46°51′21″ с. ш. 130°18′49″ в. д. |
| 5  | Ванцзян     | 望江镇          | поселок         | 22406                 | 46°51′20″ с. ш. 130°09′51″ в. д. |
| 6  | Яньцзян     | 沿江乡          | волость         | 21876                 | 46°47′25″ с. ш. 130°12′38″ в. д. |
| 7  | Далай       | 大来镇          | поселок         | 18810                 | 46°40′59″ с. ш. 129°56′50″ в. д. |
| 8  | Пиньгань    | 平安乡          | волость         | 18786                 | 46°52′08″ с. ш. 130°18′59″ в. д. |
| 9  | Чанфа       | 长发镇          | поселок         | 17089                 | 46°43′59″ с. ш. 130°28′13″ в. д. |
| 10 | Аоци        | 敖其镇          | поселок         | 15257                 | 46°44′34″ с. ш. 130°05′41″ в. д. |
| 11 | Сыфэн       | 四丰乡          | волость         | 14417                 | 46°45′27″ с. ш. 130°21′00″ в. д. |
| 12 | Сигэму      | 西格木乡        | волость         | 14366                 | 46°44′55″ с. ш. 130°15′58″ в. д. |
| 13 | Цюньшэн     | 群胜乡          | волость         | 13148                 | 46°38′57″ с. ш. 130°09′01″ в. д. |

## Соседние административные единицы
Район Цзяо на востоке граничит с районами Сянъян и Дунфэн, на севере и западе — с уездом Танъюань, на юге — с городом субпровинциального значения Харбин.